# Brauerei Gebrüder Jäcklein
Die Brauerei Gebrüder Jäcklein war eine Bierbrauerei in der Stadt Ilmenau in Thüringen. Sie war zu DDR-Zeiten die einzige Brauerei der Stadt.

## Geschichte

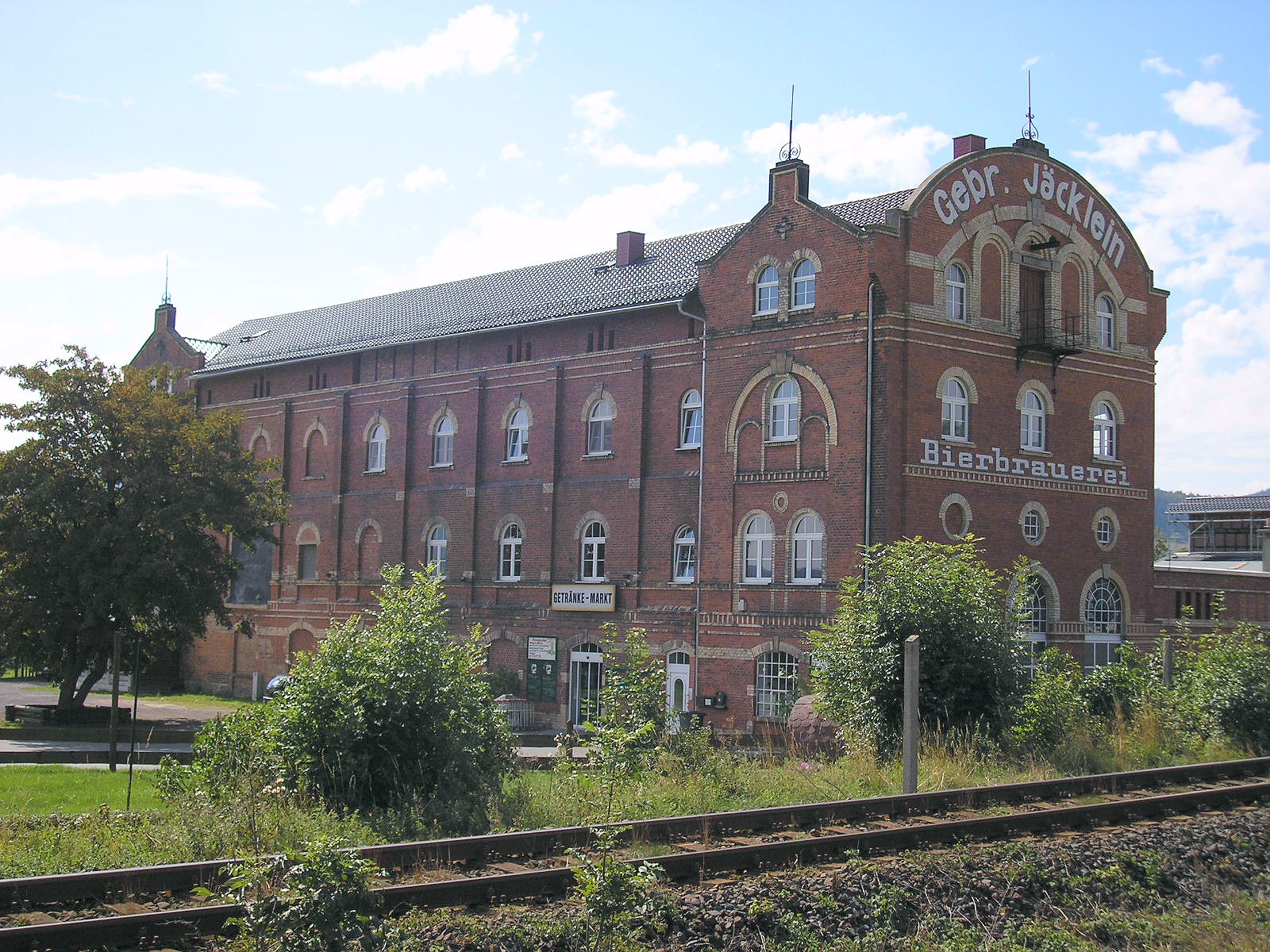
Gebäude der Brauerei

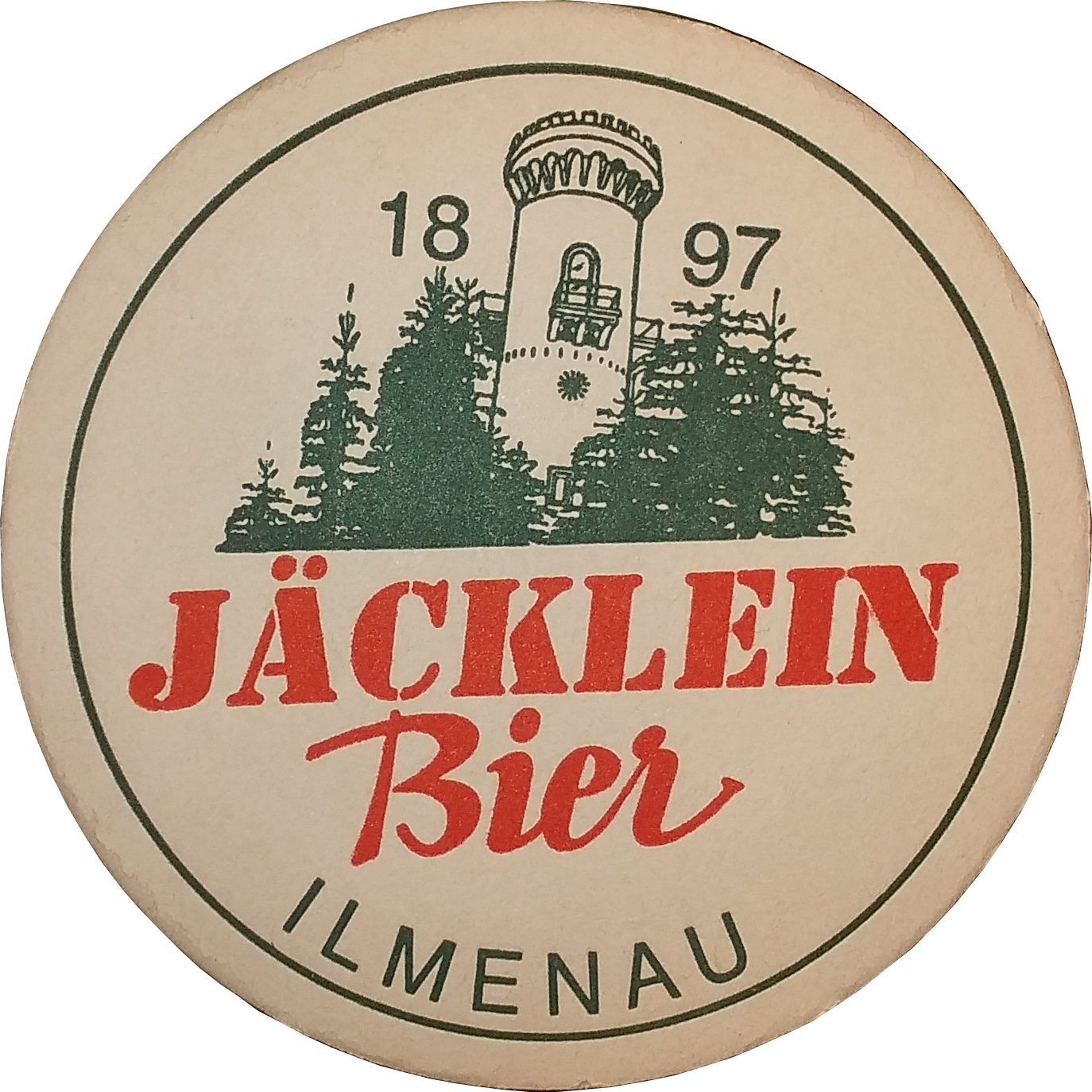
Jäcklein-Bierdeckel mit dem Kickelhahnturm

Gegründet wurde das Unternehmen im Jahr 1897 durch die Gebrüder Gottlob und Emil Jäcklein. Sie errichteten ihre Brauerei an der Pörlitzer Höhe im Norden Ilmenaus, direkt an der Bahnstrecke Erfurt–Ilmenau. Neben dem Brauereigebäude gehörten auch zwei angrenzende Brauereiteiche zu Jäcklein.
Die Brauerei produzierte unter anderem helles Lagerbier, Einfachbier, Malzbier, Exportbier und Pilsener.
Im Jahr 1972 wurde die Brauerei in der DDR verstaatlicht. Zwischen 1972 und 1990 gehörte sie dem VEB Getränkekombinat Rennsteig Meiningen an und produzierte Bier und alkoholfreie Getränke. Die Bierproduktion wurde 1980 wegen einer fehlerhaften Braupfanne, die in der DDR nicht zu erwerben war, eingestellt.
Bis 1990 wurde Bier für das Getränkekombinat Rennsteig, Betriebsteil Schmiedefeld abgefüllt.
Am 1. Juni 1990 ging die Brauerei durch Reprivatisierung von der Treuhand an die Familie Konrad Jäcklein zurück und produzierte bis Juni 1991 alkoholfreie Getränke. Nach deren Einstellung war das Überleben der Brauerei Jäcklein nur durch einen Getränkegroßhandel möglich.
Zum hundertsten Firmenjubiläum im Jahr 1997 wurde die Biermarke „Jäcklein Pils“ (Flasche und Fass) nach Originalrezept neu aufgelegt. Das Sortiment wurde um „Jäcklein Jubiläumsbier“, „Jäcklein Premium“ und „Jäcklein dunkles Lagerbier“ in der Bügelverschlussflasche erweitert. Sie werden seitdem in der Brauerei Saalfeld produziert und im Raum Ilmenau vertrieben.
Im Gebäude der Brauerei befinden sich heute, neben dem Großhandel, ein Getränkemarkt, Mietwohnungen sowie eine Rechtsanwaltskanzlei.